# Badminton bei den European Universities Games
Badminton steht bei den European Universities Games seit der Erstauflage 2012 in Córdoba im Grundprogramm der Spiele. Dementsprechend finden auch bei den zukünftigen European Universities Games Badmintonwettbewerbe statt.

## Austragungsorte
| Jahr | Nr. | Austragungszeitraum Badmintonwettbewerbe | Ort       | Land        |
| ---- | --- | ---------------------------------------- | --------- | ----------- |
| 2012 | I   | 12. bis 17. Juli 2012                    | Córdoba   | Spanien     |
| 2014 | II  | 3. bis 8. August 2014                    | Rotterdam | Niederlande |
| 2016 | III | 12. bis 25. Juli 2016                    | Zagreb    | Kroatien    |
| 2018 | IV  | 14. bis 19. Juli 2018                    | Coimbra   | Portugal    |
| 2021 | V   | 14. bis 27. Juli 2021                    | Belgrad   | Serbien     |
| 2022 | V   | 28. bis 31. Juli 2022                    | Łódź      | Polen       |
| 2024 | VI  | 19. bis 24. Juli 2024                    | Debrecen  | Ungarn      |

## Die Titelträger
| Saison | Herreneinzel      | Dameneinzel           | Herrendoppel                              | Damendoppel                             | Mixed                              | Mannschaft                    |
| ------ | ----------------- | --------------------- | ----------------------------------------- | --------------------------------------- | ---------------------------------- | ----------------------------- |
| 2012   | Vladimir Malkov   | Anastasia Chervyakova | Sebastian Gransbo Peder Nordin            | Kim Buss Inken Wienefeld                | Alexander Roovers Kim Buss         | Universität Nischni Nowgorod  |
| 2014   | Alexander Roovers | Neslihan Yiğit        | Jordan Corvée William Goudallier          | Cemre Fere Neslihan Kılıç               | Vitaliy Konov Yelyzaveta Zharka    | Universität Duisburg-Essen    |
| 2016   | Muhammed Ali Kurt | Anastasia Chervyakova | Miłosz Bochat Paweł Pietryja              | Anastasiya Dmytryshyn Yelyzaveta Zharka | Julien Maio Rosy Pancasari         | Bursa Uludağ Üniversitesi     |
| 2018   | Valentin Singer   | Lilian Yang           | Matéo Martinez Nathan Laemmel             | Maryna Ilynska Wladyslawa Lisna         | Rodion Kargaev Viktoriia Vorobeva  | Universität Straßburg         |
| 2022   | Johnny Torjussen  | Rosy Pancasari        | Thomas Baures Matéo Martinez              | Rachael Woods Sian Kelly                | Samuel Smith Sian Kelly            | Universität Straßburg         |
| 2024   | Valentin Singer   | Ágnes Körösi          | Miguel Esteve García Alberto Perals Parra | Anastasiya Khomich Ulyana Volskaya      | Adrian Krawczyk Anastasiya Khomich | Technische Universität Danzig |